# Philipsburg, Sveti Martin
Philipsburg ( nizozemska izgovorjava: [ˈfilɪbzˌbʏr(ə)x] ) je največje mesto in glavno mesto države Nizozemskega Svetega Martina. Mesto je na ozkem delu zemlje med Velikim zalivom in Velikim slanim ribnikom. Deluje kot trgovsko središče otoka Sveti Martin, katerega južno polovico obsega Francoski Sveti Martin. Leta 2017 je imel 1.894 prebivalcev.

## Zgodovina
Philipsburg je leta 1763 ustanovil John Philips, škotski kapitan nizozemske mornarice; naselje je kmalu postalo živahno središče mednarodne trgovine. Utrdba z naseljem je bila zgrajena okoli leta 1631 na ozkem pasu kopnega z morjem na eni strani in slanim jezerom na drugi strani. Tukaj so lahko sol, pridobljeno iz jezera, zlahka naložili na ladje za nadaljnji transport iz Grand Baya v Karibskem morju. Danes je cilj slanega jezera območje širitve, zlasti za upravne zgradbe. O strateškem pomenu Philipsburga v zgodovini St. Martina pričata dve zgodovinski utrdbi: Utrdba Amsterdam in Utrdba Willem.
Leta 1644 je Peter Stuyvesant skušal Špancem osvojiti Philipsburg, a so ga obstrelili s topom in izgubil je nogo. Leta 1768 je Philipsburg postal glavno mesto otoka in trgovsko središče. Za kraj je značilna kolonialna arhitektura. [4] Veliko angleških lastnikov plantaž je pritegnilo vodstvo Philipsa, za njimi pa so bili njihovi angleško govoreči sužnji. To je tudi razlog, da je učni jezik na Svetem Martinu angleščina - uradni jezik je tudi nizozemščina, ki se poučuje tudi v šoli. Leta 1844 je bila kot prva cerkev na nizozemski strani zgrajena cerkev Svetega Martina iz Toursa. Sedanja cerkev je iz leta 1952.

## Turizem
Glavna nakupovalna četrt, Front Street, je v središču mesta. Utripajoče srce Philipsburga je sprehajališče na plaži (Boardwalk). Ta devetsto metrov dolga promenada, ki poteka vzporedno z dolgo peščeno plažo Great Baya. Boardwalk je bil zgrajen leta 2004 in je postal vroča točka mesta.
Dve glavni ulici v Philipsburgu sta Sprednja ulica (Voorstraat) in Zadnja ulica (Achterstraat). Sprednja ulica je najbolj znana po trgovinah z nakitom, elektroniko in trgovinah s spominki. V Zadnji ulici boste našli nekoliko cenejše trgovine, kjer prodajajo predvsem oblačila. Nakupovanje v Philipsburgu je brezcarinsko 
Mesto ima tudi pristanišče, ki ga obiščejo številne ladje za križarjenje.

## Transport

### Mednarodno letališče Princess Juliana
Mednarodno letališče Princess Juliana (IATA : SXM, ICAO : TNCM), zahodno od Philipsburga, ki je svetovno znano po svojih fotografijah pristajajočih letal od blizu, je samo po sebi postalo turistična destinacija. Eksplozija odhajajočega letala je še ena "atrakcija", saj ustvarja umetne valove. Vendar pa je eksplozija curka fizično nevarna, zato morajo biti gledalci previdni; lokalne oblasti so postavile opozorilo na letališko ograjo, da bi ljudi opozorile na nevarnost eksplozije letala.

## Podnebje
Philipsburg ima tropsko savansko podnebje ( Köppen Aw )  in je bolj suho kot večina delov severovzhodnega Karibskega otočja zaradi padavinske sence z otoških gora, ki suši severovzhodne pasate. Najbolj suhi meseci so od januarja do julija, najbolj mokri pa od septembra do novembra, ko so orkani v regiji pogost pojav.

## Galerija
- Philipsburg med leti 1906-1910
- Philipsburg s pomola okrog 1906-1910
- Philipsburg med leti 1906-1910
- Hoja po deski na Great Bay Beach
- Sodišče iz leta 1793

## Poglej tudi
- Seznam označenih spomenikov v Philipsburgu